# Burg Uwajima

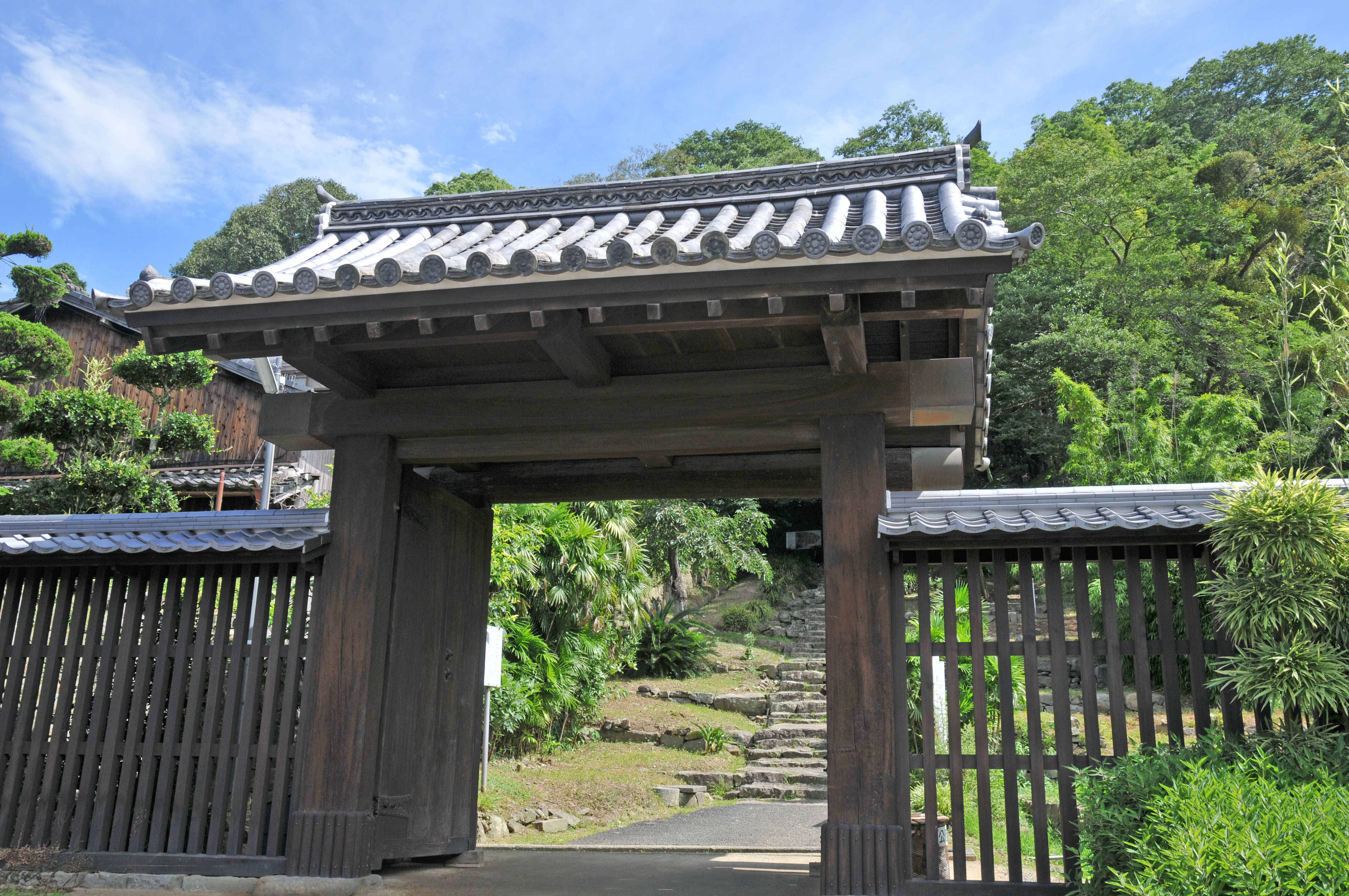
Ein Tor auf dem Gelände

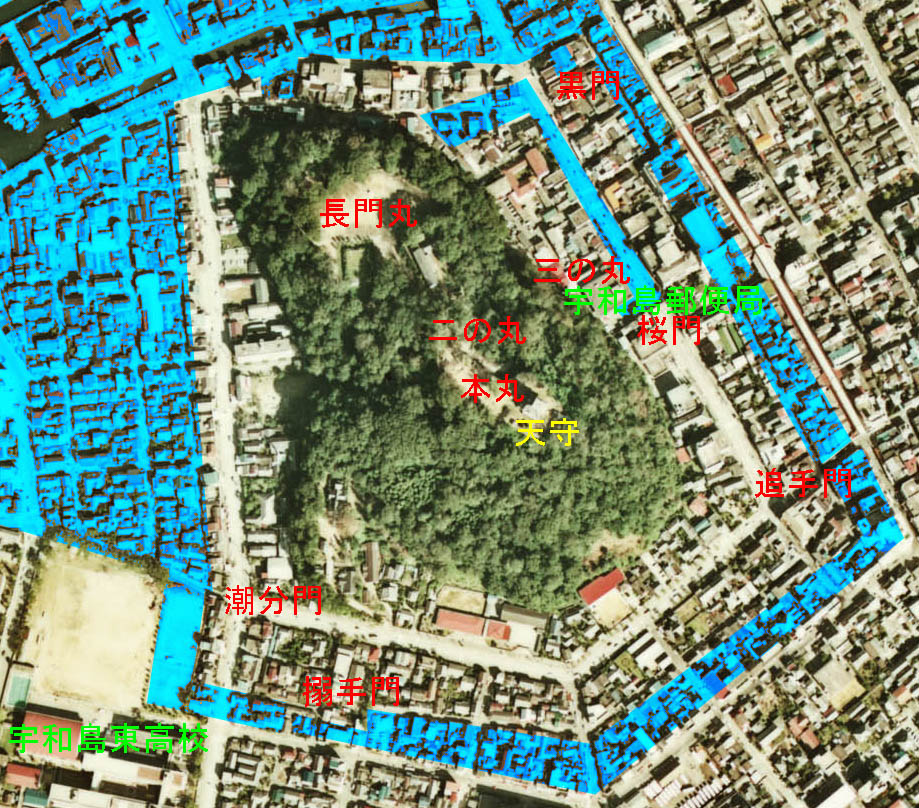
Luftbild des Burggeländes mit ursprünglicher Küstenlinie in Blau

Die Burg Uwajima (japanisch 宇和島城, Uwajima-jō), auch Kranichinsel-Burg (鶴島城, Tsurushima-jō) genannt, befindet sich in der Stadt Uwajima, Präfektur Ehime, Japan. Sie besitzt einen der zwölf erhaltenen Burgtürme aus der Edo-Zeit. Er ist als Wichtiges Kulturgut registriert.

## Geschichte
Im Mittelalter stand an der Stelle der heutigen Burg die Burg Itajima-Marugushi-jō. 1595 erhielt Tōdō Takatora im Gebiet von Uwajima eine Domäne mit einem Einkommen von 70.000 Koku und baute die alte Burg weitgehend um und gestaltete innerhalb von sechs Jahren so die Burg Uwajima. 1608 ging die Burg dann an Tomita Nubutaka. Dieser wurde jedoch 1613 strafversetzt, und die Burg kam direkt unter das Bakufu. Nach dem Winterkrieg um Ōsaka 1614 kam 1615 Date Hidemune, Sohn des Date Masamune, mit einem Einkommen von 100.000 Koku als Burgherr und begründete die Herrschaft dieses Date-Zweiges, die erst mit der Meiji-Restauration endete.

## Zur Burg
Takatora hatte einen Burgturm geschaffen, der einen Ausguck mit umlaufendem Geländer besaß, aber keine Basis. Das Gebäude stand also unmittelbar auf der Steinfläche der Anhöhe. Bei der baulichen Überholung wurde der Turm 1664 in der später üblichen Form eines gestuften Turmes mit Steinfundament angepasst. Der vorgebaute Eingangsbereich ist mit einem Giebel im sog. chinesischen Stil versehen.  Nach den Plänen, die beim Bakufu eingereicht wurden, wurde die Burganlage in Fünfeckform geplant und ausgeführt. Sie reichte im Norden und im Westen bis ans Meer, wurde auf den anderen Seiten durch einen Äußeren Graben geschützt, der mit Meerwasser gefüllt wurde. So entstand eine Art Meeresburg. 
Die Hauptburg (Hommaru) oben wurde durch das im Norden davor liegende Ni-no-maru, Tōbē-maru und Nagamon-maru und im Westen durch das Daiemon-maru geschützt. 1677 wurde noch zur Vollendung des Ohama-goten ein San-no-maru angelegt. Die Burg war Wohnsitz des Daimyō, enthielt aber auch das Verwaltungsgebäude des Han.
Nach der Meiji-Restauration wurde die Burg mit ihren Gebäuden weitgehend abgerissen, die Gräben wurden aufgefüllt. Erhalten geblieben ist der Burgturm, ein Burgtor, ein Speichergebäude. Weiter sind von anderen Toren Fundamente sowie Wälle aus Stein erhalten geblieben. 